# Офицерская электротехническая школа
Электротехническая военная школа — была учреждена в 1857 году в столице Российской империи, городе Санкт-Петербурге, под именем технического гальванического заведения, которое вместе с гальванической ротой находилось в распоряжении штаба генерал-инспектора по инженерной части.

## История
В 1884 году заведение было переименовано в гальванический офицерский класс, названный в 1891 году Электротехническим офицерским классом, а в 1894 году последний был преобразован в Военную электротехническую школу.
Офицерская электротехническая школа имела целью:
- 1) подготовку офицеров и нижних чинов инженерных войск к выполнению тех специальных обязанностей, где требуется применение электротехники;
- 2) изучение открытий и изобретений по электротехнике, минному, подрывному и телеграфному делу, которые могли найти применение в военном деле[2].

Школа была подчинена главному начальнику инженеров и состояла из управления школы, офицерского класса, электротехнической роты и учебной электрической станции.
Офицерский класс готовил офицеров специалистов по электротехнике и производил опыты и испытания по этой отрасли; при классе имелись минный и телеграфный кабинеты, электрохимическая и химическая лаборатории и другие вспомогательные подразделения.
Офицеры, успешно окончившие курс класса, получали право на ношение особого нагрудного знака и распределялись по частям инженерных войск, причем преимущественно назначались в крепостные минные роты и телеграфы.
Электротехническая (до 1894 года — Гальваническая) рота готовила нижних чинов-инструкторов по электротехнике и участвовала в производстве опытов и испытаний.
Учебная электрическая станция имела целью практическое ознакомление обучающихся в Электротехнической школе офицеров и унтер-офицеров с устройством и эксплуатацией электрического освещения, для чего станция освещала соседние здания военного ведомства.
Для изучения электротехники и практического ознакомления с приборами электрического освещения ежегодно командировались 10 офицеров крепостной артиллерии на петербургский орудийный завод, где для этой цели была устроена электрическая лаборатория.
На 1913 год в школе числились офицеры — Милюков Александр Александрович — подполковник (согласно справочнику Весь Петербург)
После Октябрьской революции Офицерская электротехническая школа прекратила своё существование, однако, уже в 1919 году большевики попытались создать нечто подобное, дав ему название «Высшая военная электротехническая школа комсостава Рабоче-крестьянской Красной Армии (РККА)» (ныне Военная академия связи имени С. М. Будённого).

## Известные выпускники
См. также: Выпускники Офицерской электротехнической школы
- Бернарделли, Евгений Адольфович − военный инженер-электрик, начальник Военной электротехнической академии РККА и Флотов (1921-1922).
- Куксенко, Павел Николаевич  — советский военный деятель и учёный, разработчик систем ПВО. Лауреат двух Сталинских премий (1946, 1953), генерал-майор инженерно-технической службы (1950), член-корреспондент Академии артиллерийских наук (19.12.1949), доктор технических наук (1947), профессор (1949).